# Caldeira Mokuʻāweoweo
La caldeira Mokuʻāweoweo est la caldeira sommitale du volcan Mauna Loa. Elle est située dans le comté d'Hawaï, sur l'île d'Hawaï (État d'Hawaï, États-Unis). Mokuʻāweoweo est un terme hawaïen signifiant « section du poisson rouge ».
La caldeira est protégée au sein du parc national des volcans d'Hawaï.